# Strongylognathus dalmaticus
Strongylognathus dalmaticus é uma espécie de insecto da família Formicidae.
É endémica de Croácia.